# Cryphia ancharista
Cryphia ancharista är en fjärilsart som beskrevs av Charles Boursin 1970. Cryphia ancharista ingår i släktet Cryphia och familjen nattflyn. Inga underarter finns listade i Catalogue of Life.